# Avvenimenti
Avvenimenti è stato un settimanale italiano fondato nel 1989.
La testata era sottotitolata settimanale dell'Altritalia. È stata in Italia anche la prima rivista settimanale pubblicata in floppy per i non vedenti. Il primo numero è uscito nel febbraio 1989. Fu fondata col preciso scopo di garantire indipendenza dell'informazione e difesa dalle "lottizzazioni" attraverso il possesso delle azioni da parte degli stessi lettori (l'"azionariato popolare").
Il gruppo editoriale era composto da Diego Novelli, Claudio Fracassi, Annibale Paloscia, Riccardo Orioles, Piero Pratesi, Michele Gambino. Poi si aggiunsero redattori come Silverio Novelli, Gianandrea Turi, Tiziana Ricci, Francesca Ferrucci, Bianca Madeccia, Marco D'Auria, Franco Fracassi, Giulia Salvagni, Paolo Petrucci, Antonio Roccuzzo e Claudio Fabretti. 
Tra i fondatori della rivista c'erano padre Ernesto Balducci, Lidia Menapace, Elena Gianini Belotti, Callisto Cosulich, Ugo Pirro. Direttore responsabile fu Claudio Fracassi, già direttore di Paese Sera. Il progetto grafico della rivista era stato affidato a Piergiorgio Maoloni, nelle sue pagine hanno trovato tanto spazio illustrazioni e infografica.
Come vi scrisse Novelli in un editoriale, l'idea iniziale era indirizzata verso la scelta del titolo No, per sottolineare l'inequivocabile posizione di dissenso su quanto accadeva nell'Italia della fine degli anni ottanta.

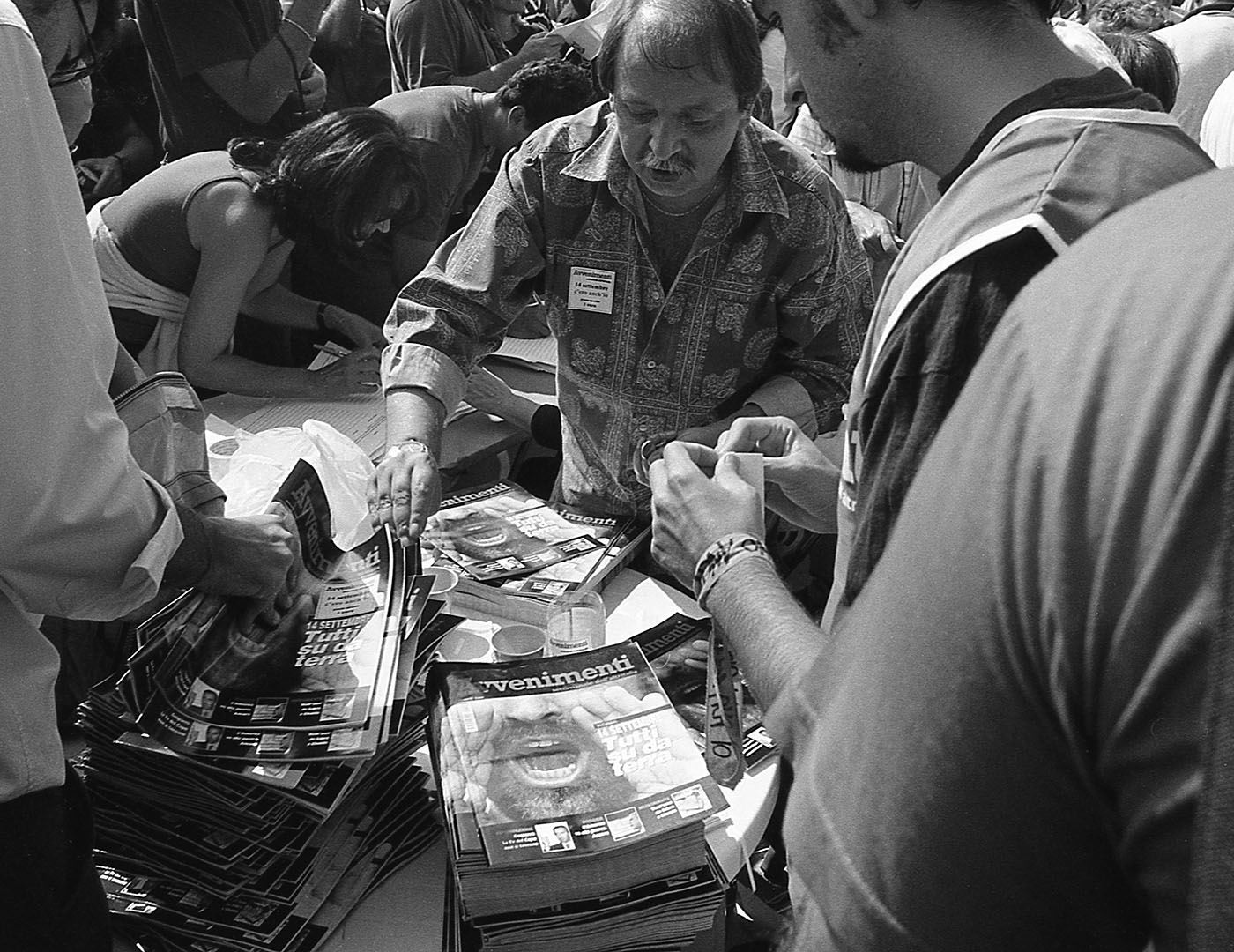
Fascicoli di Avvenimenti in vendita alla manifestazione dei Girotondi a piazza San Giovanni Roma 14 settembre 2002

La rivista costituì una società per azioni (Società per Azioni Libera Informazione Editrice) per garantire la propria indipendenza e promosse la costituzione di oltre 400 circoli (L'Altritalia) per la diffusione locale. I circoli organizzavano sul territorio italiano numerose serate informative sui temi affrontati dalla rivista e segnalavano notizie alla redazione centrale. La rete rappresentava dunque un forte legame tra la rivista e i suoi lettori, che divenivano a tutti gli effetti produttori di controinformazione.
La struttura del settimanale consisteva in editoriali e inchieste di attualità, sul mondo e sulla società, sulla cultura. Vanno citati gli inserti culturali e le serate di Avvenimenti, iniziativa attraverso la quale, presentando un tagliando al botteghino del teatro, si poteva avere il relativo biglietto gratuito.
Fra gli editorialisti celebri il vescovo Luigi Bettazzi, Dario Fo, Lucio Manisco, Adriana Zarri. Hanno collaborato nelle sue pagine Guido Boursier, Fabio Giovannini, Valerio Calzolaio, Dino Frisullo, Tano D'Amico, Monica Di Sisto, con gli illustratori Pedro Scassa, Marco Gramigna, Alberto Ruggeri, Dariush Radpour, Gianni Allegra, Gigi Piras.
Con il nome Avvenimenti-Ultime Notizie, dal 1998, la testata è uscita anche con un'edizione quotidiana nelle province di Roma (tra i redattori Sebastiano Gulisano, Paola Pentimella Testa, Gianfranco Faillaci, Franco Fracassi, caporedattore centrale Michele Gambino), Modena e Reggio Emilia. Questa edizione ha dato molto spazio alle pagine locali che sono state curate da tre redazioni distinte nelle tre città.
Dopo alcuni anni di successo editoriale in cui la rivista era giunta a vendere fino a 55 000 copie alla settimana, il giornale ha attraversato una crisi che lo ha portato a cessare le pubblicazioni nel 2000. In seguito a un'operazione editoriale, dal 2002 la rivista è tornata in edicola col nome originale, diretta da Adalberto Minucci e Giulietto Chiesa, con in redazione Marco Romani, Paola Pentimella Testa (già redattrice di Avvenimenti-Ultime Notizie), Daniela Preziosi e Sebastiano Gulisano (già redattore di Avvenimenti-Ultime Notizie). Nel 2006 si è trasformata nell'attuale Left. Appena due numeri dopo, i direttori Minucci e Chiesa sono allontanati dalla nuova proprietà. Saranno sostituiti da Alberto Ferrigolo e Andrea Purgatori. Nel 2007 lasciano il settimanale Daniela Preziosi e il caporedattore Marco Romani. Paola Pentimella Testa rimane redattrice del settimanale fino a gennaio 2008.

## Redattori
- Alfredo Galasso (1989-?)[1]